# Alex Wilson (atleta)
Alexander S. Wilson, conegut com a Alex Wilson, (Montreal, Quebec 1905 - South Bend, Estats Units, 1994) fou un atleta quebequès, guanyador de quatre medalles olímpiques.

## Biografia
Va néixer l'1 de desembre de 1905 a la ciutat de Montreal, població situada a l'estat de Quebec.
Va morir el 10 de desembre de 1994 a la ciutat de South Bend, població situada a l'estat d'Indiana (Estats Units).

## Carrera esportiva
Membre de la Universitat de Notre Dame, situada a South Bend (Indina, Estats Units), als 22 anys va participar en els Jocs Olímpics d'Estiu de 1928 realitzats a Amsterdam (Països Baixos), on va aconseguir guanyar la medalla de bronze en la prova dels relleus 4x400 metres, a més de participar sense èxit en les proves dels 400 m. i 800 metres llisos.
En els Jocs Olímpics d'Estiu de 1932 realitzats a Los Angeles (Estats Units) va aconseguir guanyar la medalla de plata en els 800 metres, i la medalla de bronze en les proves dels 400 metres i dels relleus 4x400 metres.
Al llarg de la seva carrera aconseguí guanyar tres medalles en els Jocs de l'Imperi Britànic, entre elles una medalla d'or.